# Herrarnas K-2 1000 meter i kanotsport vid olympiska sommarspelen 1980
Herrarnas K-2 1000 meter vid olympiska sommarspelen 1984 hölls på Man-made Basin i Moskva. 

## Medaljörer
| Gren           | Guld                                               | Silver                          | Brons                                         |
| K-2 1000 meter | Sovjetunionen Vladimir Parfenovitj Sergei Tjuchraj | Ungern István Szabó István Joós | Spanien Luis Gregorio Ramos Herminio Menéndez |

## Resultat

### Heat
| Heat 1 |                                                   |               |    |
| 1.     | Luis Gregario Ramos och Herminio Menéndez (ESP)   | 3:24,83       | QS |
| 2.     | Peter Hempel och Harry Nolte (GDR)                | 3:25,71       | QS |
| 3.     | Alexandru Giura och Nicolae Ticu (ROU)            | 3:26,50       | QS |
| 4.     | Ron Stevens och Gert Jan Lebbink (NED)            | 3:29,74       | QR |
| 5.     | Krzysztof Lepianka och Andrzej Klimaszewski (POL) | 3:31,80       | QR |
| 6.     | Antonio Mastrandrea och Danio Merli (ITA)         | 3:36,18       | QR |
| 7.     | Jens Nordqvist och Thomas Ohlsson (SWE)           | 3:40,37       | QR |
| Heat 2 |                                                   |               |    |
| 1.     | Vladimir Parfenovitj och Sergei Tjuchraj (URS)    | 3:24,61       | QS |
| 2.     | István Szábó och István Joós (HUN)                | 3:28,20       | QS |
| 3.     | Christopher Ballard och Neil Robson (GBR)         | 3:28,95       | QS |
| 4.     | Herbert Havlik och Dietmar Schlöglmann (AUT)      | 3:28,95       | QR |
| -      | Milan Janić och Jovan Jiolić (YUG)                | Startade inte |    |
| -      | Alain Lebas och Francis Hervieu (FRA)             | Startade inte |    |
| Heat 3 |                                                   |               |    |
| 1.     | Jose Marrero och Reynoldo Cunill (CUB)            | 3:34,04       | QS |
| 2.     | Alan Thompson och Geoffrey Walker (NZL)           | 3:34,43       | QS |
| 3.     | Jos Broeckx och Paul Stinckens (BEL)              | 3:40,86       | QS |
| 4.     | Jiří Svoboda och Vladimír Dolejš (TCH)            | 3:59,27       | QR |
| 5.     | Peter Ammann och Dionys Thalmann (SUI)            | 4:11,02       | QR |
| -      | Lazar Khristov och Georgi Donchev (BUL)           | Startade inte |    |

### Återkval
| Återkval 1 |                                                   |         |    |
| 1.         | Ron Stevens och Gert Jan Lebbink (NED)            | 3:35,97 | QS |
| 2.         | Antonio Mastrandrea och Danio Merli (ITA)         | 3:39,96 | QS |
| 3.         | Peter Ammann och Dionys Thalmann (SUI)            | 3:41,19 | QS |
| Återkval 2 |                                                   |         |    |
| 1.         | Herbert Havlik och Dietmar Schlöglmann (AUT)      | 3:32,08 | QS |
| 2.         | Jens Nordqvist och Thomas Ohlsson (SWE)           | 3:32,43 | QS |
| 3.         | Jiří Svoboda och Vladimír Dolejš (TCH)            | 3:32,79 | QS |
| 4.         | Krzysztof Lepianka och Andrzej Klimaszewski (POL) | 3:33,31 |    |

### Semifinaler
| Semifinal 1 |                                                 |         |    |
| 1.          | Luis Gregario Ramos och Herminio Menéndez (ESP) | 3:36,08 | QF |
| 2.          | István Szábó och István Joós (HUN)              | 3:37,12 | QF |
| 3.          | Ron Stevens och Gert Jan Lebbink (NED)          | 3:37,30 | QF |
| 4.          | Jiří Svoboda och Vladimír Dolejš (TCH)          | 3:37,76 |    |
| 5.          | Jos Broeckx och Paul Stinckens (BEL)            | 3:46,10 |    |
| Semifinal 2 |                                                 |         |    |
| 1.          | Vladimir Parfenovitj och Sergei Tjuchraj (URS)  | 3:35,81 | QF |
| 2.          | Alexandru Giura och Nicolae Ticu (ROU)          | 3:37,00 | QF |
| 3.          | Alan Thompson och Geoffrey Walker (NZL)         | 3:38,64 | QF |
| 4.          | Herbert Havlik och Dietmar Schlöglmann (AUT)    | 3:38,91 |    |
| 5.          | Peter Ammann och Dionys Thalmann (SUI)          | 3:43,12 |    |
| Semifinal 3 |                                                 |         |    |
| 1.          | Peter Hempel och Harry Nolte (GDR)              | 3:32,77 | QF |
| 2.          | Jose Marrero och Reynoldo Cunill (CUB)          | 3:35,09 | QF |
| 3.          | Antonio Mastrandrea och Danio Merli (ITA)       | 3:35,85 | QF |
| 4.          | Christopher Ballard och Neil Robson (GBR)       | 3:40,31 |    |
| 5.          | Jens Nordqvist och Thomas Ohlsson (SWE)         | 3:40,59 |    |

### Final
| Gold   | Vladimir Parfenovtji och Sergei Tjuchraj (URS)  | 3:26,72 |
| Silver | István Szábó och István Joós (HUN)              | 3:28,49 |
| Bronze | Luis Gregario Ramos och Herminio Menéndez (ESP) | 3:28,66 |
| 4.     | Alexandru Giura och Nicolae Ticu (ROU)          | 3:28,94 |
| 5.     | Peter Hempel och Harry Nolte (GDR)              | 3:31,02 |
| 6.     | Jose Marrero och Reynoldo Cunill (CUB)          | 3:31,12 |
| 7.     | Ron Stevens och Gert Jan Lebbink (NED)          | 3:33,18 |
| 8.     | Alan Thompson och Geoffrey Walker (NZL)         | 3:33,83 |
| 9.     | Antonio Mastrandrea och Danio Merli (ITA)       | 3:52,32 |